# Daniel Martínez (calciatore)
Daniel Martínez Tapi (Montevideo, 21 dicembre 1959) è un ex calciatore uruguaiano, di ruolo difensore.

## Palmarès

### Club

#### Competizioni nazionali
- Campionato argentino: 1

Estudiantes: 1982 Metropolitano
- Liguilla Pre-Libertadores de América: 1

Danubio: 1983